# آلیوشا هاید
آلیوشا هاید (انگلیسی: Aljoscha Hyde؛ زادهٔ ۳۰ آوریل ۱۹۹۲) بازیکن فوتبال اهل آلمان است.